# Théodose Ier
Pour les articles homonymes, voir Théodose.
 (avril 2009).
Si vous disposez d'ouvrages ou d'articles de référence ou si vous connaissez des sites web de qualité traitant du thème abordé ici, merci de compléter l'article en donnant les références utiles à sa vérifiabilité et en les liant à la section « Notes et références ».
Théodose Ier (en latin : Flavius Theodosius Augustus), également nommé Théodose le Grand (en latin : Theodosius Magnus), est un empereur romain de l’Antiquité tardive. Né en 347, il règne de 379 jusqu'à sa mort le 17 janvier 395. C'est le dernier empereur à régner sur l'Empire romain unifié, depuis sa victoire sur Eugène et son général franc Arbogast le 6 septembre 394 à la bataille de la Rivière froide, jusqu'à sa mort le 17 janvier 395.
Il est fêté le 17 janvier en tant que saint de l'Église orthodoxe[réf. nécessaire].

## Sources
Les sources antiques sur le règne de Théodose sont assez nombreuses et variées et se contredisent fréquemment. C'est pourquoi le personnage possède une image ambiguë. Aujourd'hui encore les historiens cernent mal cet empereur, qualifié de « Grand » également accusé de fanatisme religieux, d'indécision et de mollesse. Il faut juger ce règne à l'aune de la période dramatique que vit l'Empire, invasion des Goths, crise religieuse avec la fin du paganisme, et rester prudent et mesuré dans la présentation de son bilan.
Dans les sources primaires, nous disposons tout d'abord du Code de Théodose, recueil de lois publié en 438 sous le règne de son petit-fils Théodose II. Il faut ajouter les Constitutions sirmondiennes. Certaines lois se retrouvent dans le Code de Justinien, du VIe siècle. Ces recueils permettent de connaître une part non négligeable de l'œuvre législative de Théodose, sans toutefois que celle-ci s'y retrouve dans son intégralité.
Nous disposons aussi de plusieurs discours prononcés devant Théodose par des rhéteurs païens, en particulier ceux de Pacatus à Rome et de Thémistios à Constantinople. Ces discours contiennent chacun un éloge de l'empereur à qui ils s'adressent, indépendamment des attentes de leurs auteurs. À la même période, le sénateur de Rome mais aussi rhéteur, Quintus Aurelius Symmaque, est l'auteur d'une vaste correspondance adressée à un nombre élevé de personnalités proches de Théodose. Enfin, Libanios, sans doute le rhéteur le plus célèbre de l'époque, est l'auteur de plusieurs discours adressés directement à Théodose et, comme Symmaque, d'une importante correspondance avec les principaux notables du règne.
Les principales figures religieuses de l'époque sont aussi une source de renseignements précieux, en particulier leur correspondance. Ainsi celle d'Ambroise de Milan, qui a des relations étroites avec les divers empereurs de cette fin du IVe siècle, et qui est une source importante non seulement sur le règne de Théodose mais aussi sur l'ensemble des événements de la période. Ambroise de plus est l'auteur de l'oraison funèbre de Théodose. Quant à Jean Chrysostome, nous lui devons les Homélies sur les statues, allusion à la révolte de 387 à Antioche et une autre homélie lors d'un anniversaire de la mort de Théodose quelques années plus tard.
Son règne est à associer à une conjoncture économique et politique difficile. Outre les incursions goths, franques et hunniques, il annonce la division définitive de l'Empire en deux entités : l'Empire romain d'Occident, à dominante latine, et l'Empire romain d'Orient, qui correspond à la sphère du monde grec, et surtout, le délitement du premier qui s'effondrera en 476.

## Jeunesse

### Famille aristocratique hispanique
Théodose Ier est probablement né le 11 janvier 347 à Cauca, aujourd'hui Coca, une petite ville dans le nord-ouest de la province romaine de Carthaginoise, à proximité de l'actuelle Ségovie. Son père, qui s'appelle Théodose l'Ancien, est un militaire victorieux de Valentinien Ier, et possède de grandes propriétés dans cette région. Il est exécuté à Carthage au début de l'année 376 pour des raisons restées inconnues, probablement sur ordre de Valens. Ses grands-parents paternels, Flavius Honorius et Thermantia, étaient déjà des chrétiens nicéens, tout comme son père et lui-même. Théodose a aussi un frère, Honorius, dont il adopta plus tard la fille Serena et qui devait avoir une grande influence par son mariage avec le magister militum Stilicon.
Le jeune Théodose passe son enfance dans son Hispanie natale. On ne connaît presque rien de son éducation, à l'exception de l'intérêt qu'il montre pour l'étude de l'histoire. En raison de sa haute naissance, il reçoit probablement une bonne éducation.

### Carrière militaire
À partir de 368, à 21 ans, il fait partie de l'escorte de son père et entame une carrière militaire. Il prend part avec lui aux campagnes de Bretagne en 368-369, à la campagne contre les Alamans en 370 aux alentours du Rhin (son père accède à ce moment-là à la fonction de magister equitum præsentalis, c'est-à-dire de commandeur de la cavalerie de l'armée) et aux campagnes contre les Sarmates en 372-373 dans les limes du Danube.
Probablement grâce à l'influence de son père, Théodose est promu dux Moesiæ primæ — c'est-à-dire général-en-chef des troupes postées aux frontières de la Mésie première, situées dans les Balkans. Ce type de nomination est à cette époque courant et le jeune Théodose semble être totalement à la hauteur de la tâche. En 373, son père est envoyé en Afrique romaine pour mater la rébellion de l'usurpateur Firmus, pendant que son fils bat en 374 les Sarmates en Pannonie (au sud de l'actuelle Hongrie), après que ces derniers ont franchi le Danube. Ainsi, il prouve sa valeur militaire. L'exécution de son père, pour des raisons restées confuses, entraîne sa disgrâce provisoire entre 376 et 378.

## Empereur
La mort de l'empereur d'Orient, Valens, à la bataille d'Andrinople (378) alors qu'il n'a pas d'héritier mâle ouvre une vacance du pouvoir dans cette partie de l'empire. L'empereur d'Occident Gratien confie à Théodose la défense des territoires orientaux qui se trouvaient sous le contrôle de Valens pendant la vacance du pouvoir. Il rétablit si bien l'ordre que Gratien le promeut Auguste le 19 janvier 379 à Sirmium. Il prend ainsi le contrôle de l'Empire en Orient.

### Politique de stabilisation des frontières
Théodose Ier se fixe pour objectif de stabiliser les frontières, d'abord celle du Nord avec les Goths puis celle de l'Est avec les Sassanides.

#### Fixation de la frontière du Danube
En 380, aux côtés de Gratien, il arrête les Goths en Épire et en Dalmatie. Théodose installe une partie des Ostrogoths en Pannonie, et s'installe lui-même à Constantinople.
Théodose Ier a enrôlé dans l'armée romaine des contingents de barbares en leur laissant avoir une organisation autonome — cette politique d'intégration provoque des désaccords au sein de l'aristocratie militaire et parmi les patriciens de naissance romaine ancienne.
En 381, il reçoit Athanaric, roi des Goths, à Constantinople, qui y meurt quinze jours plus tard.
En 382, un traité de paix est conclu entre l'Empire et les Goths. Ils sont installés par foedus en Mésie et en Thrace, avec l'obligation de défendre la frontière. Cette décision, considérée par certains témoins de l'époque comme catastrophique (Hydace de Chaves parle de pace infida, une « paix trompeuse ») serait l'une des causes les plus immédiates de la fin de l'Empire romain d'Occident. En effet, cette intégration d'un peuple barbare uni et fort dans l'Empire, et du même coup dans l'armée impériale, signe la fin d'un contrôle réel de l'empereur sur ses armées. Cette intégration n'est toutefois pas nouvelle et le contrôle exercé par l'Empereur était déjà très relatif, étant donnés les nombreux coups d'État fomentés par les généraux depuis longtemps. Après le désastre d'Andrinople sous l'empereur Valens, il est vraisemblable que Théodose Ier n'a guère eu le choix. Mais le contenu exact du traité ne nous est pas parvenu. La grande majorité des historiens considère qu'il accorde aux Goths la maîtrise d'un territoire, à l'intérieur des frontières de l'Empire, sur lequel ils jouissent de plein droit d'une très grande autonomie ainsi que d'une exemption fiscale. Mais cette interprétation repose sur des bases assez fragiles. Trente ans plus tard, Alaric réclamera des terres pour son peuple : soit ce traité ne leur en a pas promis, soit les successeurs de Théodose ont trahi cet engagement,.

#### Traité de paix avec les Sassanides
Alors que la guerre avec les Sassanides a fait rage sous Valens, Théodose compose avec le roi Chapour III, qui envoie une ambassade à Constantinople en 384 pour demander la paix. Elle est signée à Ekeleac en 387. Le traité porte principalement sur le sort de l'Arménie, que les deux grandes puissances se partagent, la part du lion revenant à la Perse.

### Politique intérieure forte

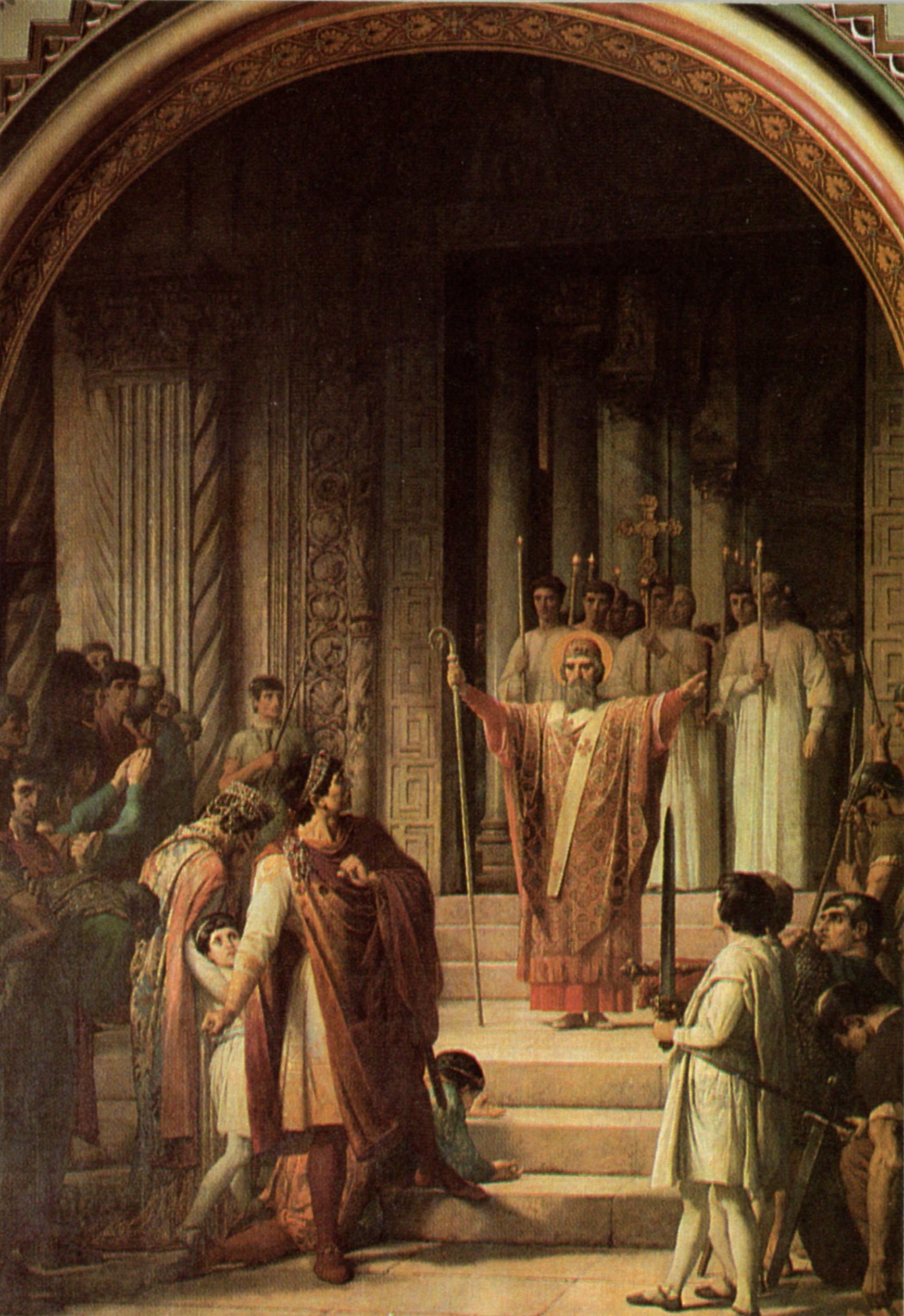
Saint Ambroise interdisant l'entrée de l'église de Milan à l'empereur Théodose, coupable du massacre des habitants de Thessalonique en 390.
Tableau de Jules Lenepveu - église Saint-Ambroise de Paris.

#### Affirmation du christianisme nicéen aux dépens de la doctrine arienne
Les empereurs Théodose Ier, pour l'Empire romain d'Orient, et Gratien, pour l'Empire romain d'Occident, tous deux chrétiens, pratiquent le christianisme nicéen devenue unique religion officielle d'État, par l'édit du 28 février 380, dit édit de Thessalonique : « Tous les peuples doivent se rallier à la foi transmise aux Romains par l'apôtre Pierre, celle que reconnaissent le pontife Damase et Pierre, l'évêque d'Alexandrie, c'est-à-dire la Sainte Trinité du Père, du Fils et du Saint-Esprit ». La foi catholique trinitaire, telle que définie par le concile de Nicée en 325, s'impose donc non seulement face au polythéisme traditionnel mais également au sein du christianisme, face à l'arianisme, qui est une nouvelle fois condamné par le premier concile œcuménique de Constantinople (381).
En avril 390, Buthéric, magister militum chargé de l'Illyrie, arrête un célèbre aurige accusé d'avoir entretenu des relations homosexuelles. La population demande la libération de l'aurige, car des courses de chars doivent bientôt se tenir dans l'hippodrome et c'est un divertissement très populaire. Buthéric refuse et l'affaire dégénère en émeute, provoquant la mort de plusieurs responsables romains dont le magister militum Buthéric. La répression fait de sept mille à dix mille morts, selon les sources,,  L'évêque Ambroise de Milan excommunie l'empereur afin qu'il fasse repentance. Pendant plusieurs mois, Théodose et Ambroise campent sur leurs positions respectives. Puis Théodose, qui ne peut se passer très longtemps du soutien de l'évêque et de l'accès à sa cathédrale, accepte de venir s'humilier publiquement devant Ambroise pour réintégrer l'Église.

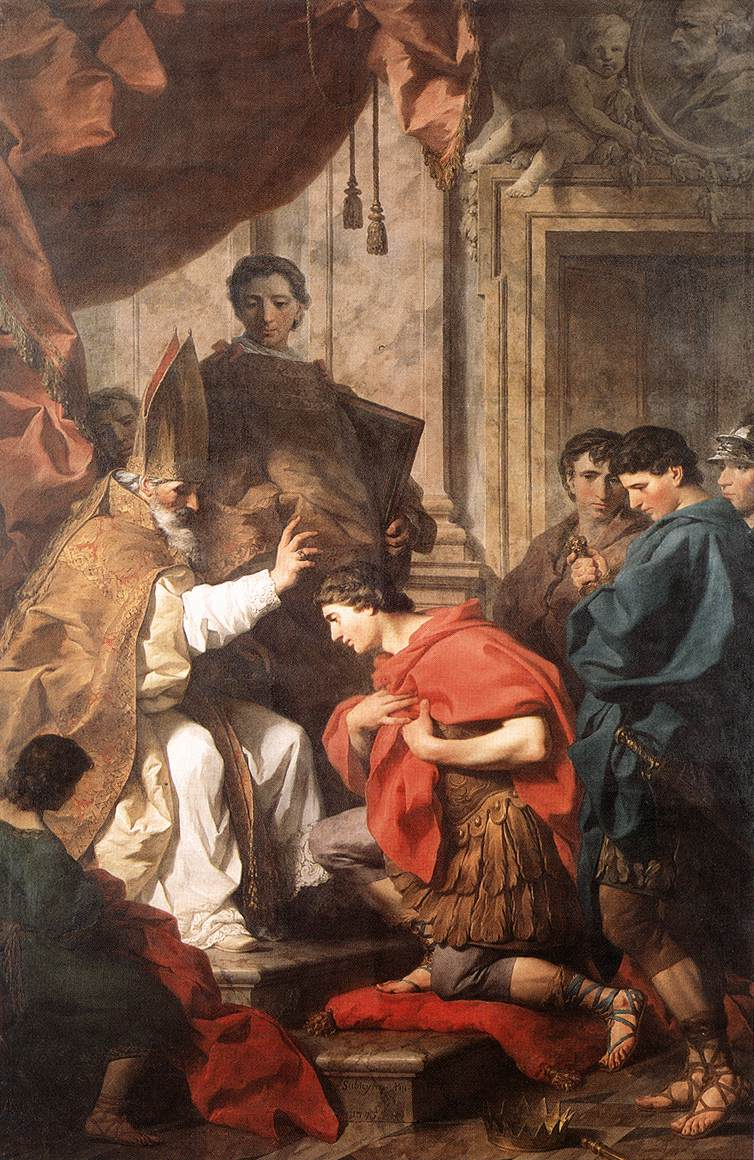
Saint Ambroise convertissant Théodose, toile de Pierre Subleyras, 1745.

L'empereur Gratien cesse alors de porter le titre de pontifex maximus (pontife suprême) de l'ancien culte romain païen. Cette titulature sacerdotale sera ultérieurement reprise par l'évêque de Rome Théodore Ier à partir de 642, mais dans un sens sacerdotal nouveau, selon la primauté pétrinienne, c'est-à-dire la primauté pontificale décrétée lors du concile de Nicée. Les temples païens de l'Empire romain sont fermés (particulièrement en Orient, sous l'impulsion de Théodose Ier), et la statue de la déesse Victoire est retirée du Sénat romain par ordre de Gratien, ce qui provoqua l'inutile protestation d'une aristocratie païenne minoritaire mais encore politiquement influente à Rome (celle du sénateur païen Quintus Aurelius Symmaque, notamment). En Égypte, le patriarche Théophile d'Alexandrie est chargé d'appliquer l'édit de Théodose Ier qui interdit aux païens l'accès à leurs temples et toutes les cérémonies païennes. Les temples sont soit détruits, soit consacrés en églises. Les statues des divinités païennes sont brisées et le sérapéum de Memphis est détruit sur ordre de l'empereur lui-même. Le temple d'Isis le sera plus tard, au cours de soulèvements populaires entre les partisans du patriarche Cyrille d'Alexandrie et ceux d'Oreste, dernier préfet païen de la ville.
Les suites de l'Édit sont catastrophiques pour les tenants des anciens cultes païens. Les rôles sont drastiquement inversés : ce sont maintenant les adeptes de la «religion païenne» qui sont éliminés et leurs œuvres qui sont interdites. Toutes les œuvres et manifestations jugées païennes sont progressivement interdites. En 415, une émeute fomentée par un certain Pierre le magistrat, à Alexandrie, que le patriarche Cyrille d'Alexandrie[réf. souhaitée] ne réussit pas à contenir, aboutit au lynchage d'Hypatie, philosophe néoplatonicienne, adepte de Plotin. Elle est accusée tantôt de pratiquer la magie, tantôt d'empêcher la réconciliation entre le patriarche Cyrille et le préfet païen Oreste, pour mettre fin à une série de conflits sanglants dans la ville. Selon Socrate le Scolastique, son corps mis en pièces est porté au sommet du Cinâron pour y être brûlé, tandis que les émeutiers se dirigent vers la bibliothèque pour l'incendier (Thomas Molnar, dans son essai Moi, Symmaque, date cet événement de 391, à l'instar de ceux qui croient que Théodose Ier lui-même a commandé cet incendie, ce qui n'est pas prouvé). Enfin, en 394, Théodose écrase l'usurpation d'Eugène qui, bien que chrétien, favorise les anciens cultes païens et annule, dans les territoires qu'il occupe temporairement, les mesures décidées par Théodose Ier.

#### Réforme monétaire

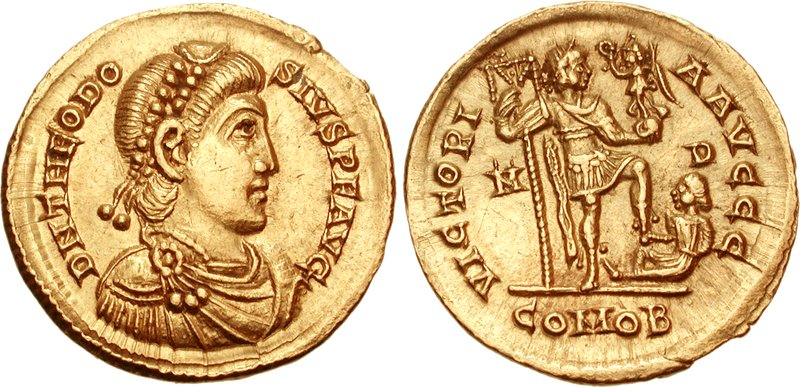
Solidus en or représentant Théodose Ier, c. 395. Avers : buste diadémé de perles, drapé et cuirassé ; revers : l'empereur debout de face, tête à droite, pied gauche sur captif ligoté, tenant le labarum de la main droite et la Victoire sur un globe dans la gauche.

Les différentes opérations militaires, surtout aux frontières du Rhin, en Pannonie, et aux frontières de l'Empire sassanide pèsent lourd dans le budget de l'Empire.
Théodose renonce définitivement aux projets de reconquêtes de la Mésopotamie, aux guerres interminables avec l'Empire sassanide. Une solution de trêve, ou de quelques années de paix est trouvée. Une grande partie de la population sombre dans la misère, surtout dans les régions occidentales. Les caisses sont vides, et les Barbares présents aux frontières annoncent le sac de Rome (410). L'insécurité est très présente, et les villes commencent à se vider de leurs habitants au profit de la campagne. La priorité est donnée aux dépenses militaires des légions, aux dépens du social. Déjà à cette époque, il arrive que la solde des légionnaires soit payée avec du retard (parfois plusieurs mois). La monnaie est fortement dévaluée, pour donner de minuscules nummi en bronze, où la part d'argent diminue dans chaque pièce. Le système du troc, qui va être très observé durant le Haut Moyen Âge commence à s'installer, et les échanges monétaires commencent à se raréfier. Seul le solidus d'or garde son prestige, et se maintient pour les transactions.

#### Relation ambiguë avec les co-empereurs
Entre 383 et 388, Théodose doit faire face à l'usurpation de Magnus Maximus qui, après avoir défait Gratien, s'est emparé de toute la préfecture des Gaules et occupe Rome et l'Italie entière au détriment de Valentinien II. Théodose fait exécuter Magnus Maximus le 5e jour avant les calendes d'août (25 juillet) 388 à Aquilée.
De 388 à 391, Théodose demeure en Occident, presque toujours à Milan. En 390, voulant mettre fin aux mœurs qui avaient jusqu'alors prévalu dans le monde antique, et imposer la morale ascétique préconisée par les chrétiens les plus radicaux, il publie une loi qui punit de mort les homosexuels, et fait réprimer dans le sang une émeute à Thessalonique par les troupes barbares.
Entre 392 et 394, il réprime l'usurpation d'Eugène, un fonctionnaire proclamé empereur après la mort de Valentinien II. Eugène est vaincu le 6 septembre 394 à la bataille de la Rivière froide par les armées de Théodose et meurt en 394. En 395, l'empereur partage l'Empire, devenu trop lourd à gérer, entre ses deux fils : à Arcadius l'Orient, à Honorius l'Occident, dont les derniers lambeaux achèveront de s'effilocher tout au long du Ve siècle.
En 394, il est l'auteur du décret interdisant les Jeux olympiques antiques, accusés de diffuser le paganisme. Les Jeux ne seront rétablis que 1 502 ans plus tard en Grèce, soit en 1896.

## Héritage difficile
Théodose, qui souffre d'hydropisie, meurt à Milan le 17 janvier 395. L'Empire est réunifié pour la première fois depuis trente ans, pour la dernière fois.
De son premier mariage avec Aelia Flacilla, Théodose a eu deux fils : Flavius Arcadius en 377 et Flavius Honorius en 384. Il partage l'Empire entre eux : Honorius (10 ans) reçoit l'Occident et Arcadius (18 ans), l'Orient. Théodose a chargé  Stilicon, d'origine vandale, de veiller sur eux.
De son second mariage en 387 avec Aelia Galla, fille de Valentinien Ier, il a trois enfants dont Galla Placidia, dont le destin a marqué l'histoire.
|                                      |                                      |                                      |                                      |                                      |                                      |          |          |                           |                           | Valentinien Ier 321 - †375 | Valentinien Ier 321 - †375 | Valentinien Ier 321 - †375 | Valentinien Ier 321 - †375 | Valentinien Ier 321 - †375  | Valentinien Ier 321 - †375 |                          |                          | Justine                     | Justine                     | Justine                     | Justine                     | Justine                     | Justine                     |                            |                            | Théodose l'Ancien          | Théodose l'Ancien          | Théodose l'Ancien   | Théodose l'Ancien   | Théodose l'Ancien      | Théodose l'Ancien      |                        |                        | Thermantia             | Thermantia             | Thermantia      | Thermantia      | Thermantia      | Thermantia      |                                   |                                   |                                   |                                   |                                   |                                   |                     |                     |                                     |                                     |                                     |                                     |                                      |                                      |                                      |                                      |                                        |                                        |                                        |                                        |                                        |                                        |       |       |       |       |          |          |          |          |          |          |        |        |          |          |          |          |            |            |            |            |            |            |
|                                      |                                      |                                      |                                      |                                      |                                      |          |          |                           |                           | Valentinien Ier 321 - †375 | Valentinien Ier 321 - †375 | Valentinien Ier 321 - †375 | Valentinien Ier 321 - †375 | Valentinien Ier 321 - †375  | Valentinien Ier 321 - †375 |                          |                          | Justine                     | Justine                     | Justine                     | Justine                     | Justine                     | Justine                     |                            |                            | Théodose l'Ancien          | Théodose l'Ancien          | Théodose l'Ancien   | Théodose l'Ancien   | Théodose l'Ancien      | Théodose l'Ancien      |                        |                        | Thermantia             | Thermantia             | Thermantia      | Thermantia      | Thermantia      | Thermantia      |                                   |                                   |                                   |                                   |                                   |                                   |                     |                     |                                     |                                     |                                     |                                     |                                      |                                      |                                      |                                      |                                        |                                        |                                        |                                        |                                        |                                        |       |       |       |       |          |          |          |          |          |          |        |        |          |          |          |          |            |            |            |            |            |            |
|                                      |                                      |                                      |                                      |                                      |                                      |          |          |                           |                           |                            |                            |                            |                            |                             |                            |                          |                          |                             |                             |                             |                             |                             |                             |                            |                            |                            |                            |                     |                     |                        |                        |                        |                        |                        |                        |                 |                 |                 |                 |                                   |                                   |                                   |                                   |                                   |                                   |                     |                     |                                     |                                     |                                     |                                     |                                      |                                      |                                      |                                      |                                        |                                        |                                        |                                        |                                        |                                        |       |       |       |       |          |          |          |          |          |          |        |        |          |          |          |          |            |            |            |            |            |            |
|                                      |                                      |                                      |                                      |                                      |                                      |          |          |                           |                           |                            |                            |                            |                            |                             |                            |                          |                          |                             |                             |                             |                             |                             |                             |                            |                            |                            |                            |                     |                     |                        |                        |                        |                        |                        |                        |                 |                 |                 |                 |                                   |                                   |                                   |                                   |                                   |                                   |                     |                     |                                     |                                     |                                     |                                     |                                      |                                      |                                      |                                      |                                        |                                        |                                        |                                        |                                        |                                        |       |       |       |       |          |          |          |          |          |          |        |        |          |          |          |          |            |            |            |            |            |            |
|                                      |                                      |                                      |                                      |                                      |                                      |          |          |                           |                           |                            |                            |                            |                            | Aelia Galla                 | Aelia Galla                | Aelia Galla              | Aelia Galla              | Aelia Galla                 | Aelia Galla                 |                             |                             | Théodose Ier 379 - †395     | Théodose Ier 379 - †395     | Théodose Ier 379 - †395    | Théodose Ier 379 - †395    | Théodose Ier 379 - †395    | Théodose Ier 379 - †395    |                     |                     | Aelia Flacilla         | Aelia Flacilla         | Aelia Flacilla         | Aelia Flacilla         | Aelia Flacilla         | Aelia Flacilla         |                 |                 |                 |                 |                                   |                                   |                                   |                                   |                                   |                                   |                     |                     |                                     |                                     |                                     |                                     |                                      |                                      |                                      |                                      |                                        |                                        |                                        |                                        |                                        |                                        |       |       |       |       | Honorius | Honorius | Honorius | Honorius | Honorius | Honorius |        |        |          |          |          |          |            |            |            |            |            |            |
|                                      |                                      |                                      |                                      |                                      |                                      |          |          |                           |                           |                            |                            |                            |                            | Aelia Galla                 | Aelia Galla                | Aelia Galla              | Aelia Galla              | Aelia Galla                 | Aelia Galla                 |                             |                             | Théodose Ier 379 - †395     | Théodose Ier 379 - †395     | Théodose Ier 379 - †395    | Théodose Ier 379 - †395    | Théodose Ier 379 - †395    | Théodose Ier 379 - †395    |                     |                     | Aelia Flacilla         | Aelia Flacilla         | Aelia Flacilla         | Aelia Flacilla         | Aelia Flacilla         | Aelia Flacilla         |                 |                 |                 |                 |                                   |                                   |                                   |                                   |                                   |                                   |                     |                     |                                     |                                     |                                     |                                     |                                      |                                      |                                      |                                      |                                        |                                        |                                        |                                        |                                        |                                        |       |       |       |       | Honorius | Honorius | Honorius | Honorius | Honorius | Honorius |        |        |          |          |          |          |            |            |            |            |            |            |
|                                      |                                      |                                      |                                      |                                      |                                      |          |          |                           |                           |                            |                            |                            |                            |                             |                            |                          |                          |                             |                             |                             |                             |                             |                             |                            |                            |                            |                            |                     |                     |                        |                        |                        |                        |                        |                        |                 |                 |                 |                 |                                   |                                   |                                   |                                   |                                   |                                   |                     |                     |                                     |                                     |                                     |                                     |                                      |                                      |                                      |                                      |                                        |                                        |                                        |                                        |                                        |                                        |       |       |       |       |          |          |          |          |          |          |        |        |          |          |          |          |            |            |            |            |            |            |
|                                      |                                      |                                      |                                      |                                      |                                      |          |          |                           |                           |                            |                            |                            |                            |                             |                            |                          |                          |                             |                             |                             |                             |                             |                             |                            |                            |                            |                            |                     |                     |                        |                        |                        |                        |                        |                        |                 |                 |                 |                 |                                   |                                   |                                   |                                   |                                   |                                   |                     |                     |                                     |                                     |                                     |                                     |                                      |                                      |                                      |                                      |                                        |                                        |                                        |                                        |                                        |                                        |       |       |       |       |          |          |          |          |          |          |        |        |          |          |          |          |            |            |            |            |            |            |
| Athaulf roi des Wisigoths 411 - †415 | Athaulf roi des Wisigoths 411 - †415 | Athaulf roi des Wisigoths 411 - †415 | Athaulf roi des Wisigoths 411 - †415 | Athaulf roi des Wisigoths 411 - †415 | Athaulf roi des Wisigoths 411 - †415 |          |          | Galla Placidia 388 - †450 | Galla Placidia 388 - †450 | Galla Placidia 388 - †450  | Galla Placidia 388 - †450  | Galla Placidia 388 - †450  | Galla Placidia 388 - †450  |                             |                            | Constance III †421       | Constance III †421       | Constance III †421          | Constance III †421          | Constance III †421          | Constance III †421          |                             |                             | Arcadius 395 - †408        | Arcadius 395 - †408        | Arcadius 395 - †408        | Arcadius 395 - †408        | Arcadius 395 - †408 | Arcadius 395 - †408 |                        |                        | Eudoxie                | Eudoxie                | Eudoxie                | Eudoxie                | Eudoxie         | Eudoxie         |                 |                 | Marie fille de Stilicon et Serena | Marie fille de Stilicon et Serena | Marie fille de Stilicon et Serena | Marie fille de Stilicon et Serena | Marie fille de Stilicon et Serena | Marie fille de Stilicon et Serena |                     |                     | Honorius 395 - †423                 | Honorius 395 - †423                 | Honorius 395 - †423                 | Honorius 395 - †423                 | Honorius 395 - †423                  | Honorius 395 - †423                  |                                      |                                      | Thermantia fille de Stilicon et Serena | Thermantia fille de Stilicon et Serena | Thermantia fille de Stilicon et Serena | Thermantia fille de Stilicon et Serena | Thermantia fille de Stilicon et Serena | Thermantia fille de Stilicon et Serena |       |       |       |       | Serena   | Serena   | Serena   | Serena   | Serena   | Serena   |        |        | Stilicon | Stilicon | Stilicon | Stilicon | Stilicon   | Stilicon   |            |            |            |            |
| Athaulf roi des Wisigoths 411 - †415 | Athaulf roi des Wisigoths 411 - †415 | Athaulf roi des Wisigoths 411 - †415 | Athaulf roi des Wisigoths 411 - †415 | Athaulf roi des Wisigoths 411 - †415 | Athaulf roi des Wisigoths 411 - †415 |          |          | Galla Placidia 388 - †450 | Galla Placidia 388 - †450 | Galla Placidia 388 - †450  | Galla Placidia 388 - †450  | Galla Placidia 388 - †450  | Galla Placidia 388 - †450  |                             |                            | Constance III †421       | Constance III †421       | Constance III †421          | Constance III †421          | Constance III †421          | Constance III †421          |                             |                             | Arcadius 395 - †408        | Arcadius 395 - †408        | Arcadius 395 - †408        | Arcadius 395 - †408        | Arcadius 395 - †408 | Arcadius 395 - †408 |                        |                        | Eudoxie                | Eudoxie                | Eudoxie                | Eudoxie                | Eudoxie         | Eudoxie         |                 |                 | Marie fille de Stilicon et Serena | Marie fille de Stilicon et Serena | Marie fille de Stilicon et Serena | Marie fille de Stilicon et Serena | Marie fille de Stilicon et Serena | Marie fille de Stilicon et Serena |                     |                     | Honorius 395 - †423                 | Honorius 395 - †423                 | Honorius 395 - †423                 | Honorius 395 - †423                 | Honorius 395 - †423                  | Honorius 395 - †423                  |                                      |                                      | Thermantia fille de Stilicon et Serena | Thermantia fille de Stilicon et Serena | Thermantia fille de Stilicon et Serena | Thermantia fille de Stilicon et Serena | Thermantia fille de Stilicon et Serena | Thermantia fille de Stilicon et Serena |       |       |       |       | Serena   | Serena   | Serena   | Serena   | Serena   | Serena   |        |        | Stilicon | Stilicon | Stilicon | Stilicon | Stilicon   | Stilicon   |            |            |            |            |
|                                      |                                      |                                      |                                      |                                      |                                      |          |          |                           |                           |                            |                            |                            |                            |                             |                            |                          |                          |                             |                             |                             |                             |                             |                             |                            |                            |                            |                            |                     |                     |                        |                        |                        |                        |                        |                        |                 |                 |                 |                 |                                   |                                   |                                   |                                   |                                   |                                   |                     |                     |                                     |                                     |                                     |                                     |                                      |                                      |                                      |                                      |                                        |                                        |                                        |                                        |                                        |                                        |       |       |       |       |          |          |          |          |          |          |        |        |          |          |          |          |            |            |            |            |            |            |
|                                      |                                      |                                      |                                      |                                      |                                      |          |          |                           |                           |                            |                            |                            |                            |                             |                            |                          |                          |                             |                             |                             |                             |                             |                             |                            |                            |                            |                            |                     |                     |                        |                        |                        |                        |                        |                        |                 |                 |                 |                 |                                   |                                   |                                   |                                   |                                   |                                   |                     |                     |                                     |                                     |                                     |                                     |                                      |                                      |                                      |                                      |                                        |                                        |                                        |                                        |                                        |                                        |       |       |       |       |          |          |          |          |          |          |        |        |          |          |          |          |            |            |            |            |            |            |
|                                      |                                      |                                      |                                      | Théodose                             | Théodose                             | Théodose | Théodose | Théodose                  | Théodose                  |                            |                            | Honoria                    | Honoria                    | Honoria                     | Honoria                    | Honoria                  | Honoria                  |                             |                             |                             |                             | Valentinien III 419 - †455  | Valentinien III 419 - †455  | Valentinien III 419 - †455 | Valentinien III 419 - †455 | Valentinien III 419 - †455 | Valentinien III 419 - †455 |                     |                     | Théodose II 401 - †450 | Théodose II 401 - †450 | Théodose II 401 - †450 | Théodose II 401 - †450 | Théodose II 401 - †450 | Théodose II 401 - †450 |                 |                 | Eudocie         | Eudocie         | Eudocie                           | Eudocie                           | Eudocie                           | Eudocie                           |                                   |                                   | Pulchérie           | Pulchérie           | Pulchérie                           | Pulchérie                           | Pulchérie                           | Pulchérie                           |                                      |                                      | Marcien 450 - †457                   | Marcien 450 - †457                   | Marcien 450 - †457                     | Marcien 450 - †457                     | Marcien 450 - †457                     | Marcien 450 - †457                     |                                        |                                        | Marie | Marie | Marie | Marie | Marie    | Marie    |          |          | Eucher   | Eucher   | Eucher | Eucher | Eucher   | Eucher   |          |          | Thermantia | Thermantia | Thermantia | Thermantia | Thermantia | Thermantia |
|                                      |                                      |                                      |                                      | Théodose                             | Théodose                             | Théodose | Théodose | Théodose                  | Théodose                  |                            |                            | Honoria                    | Honoria                    | Honoria                     | Honoria                    | Honoria                  | Honoria                  |                             |                             |                             |                             | Valentinien III 419 - †455  | Valentinien III 419 - †455  | Valentinien III 419 - †455 | Valentinien III 419 - †455 | Valentinien III 419 - †455 | Valentinien III 419 - †455 |                     |                     | Théodose II 401 - †450 | Théodose II 401 - †450 | Théodose II 401 - †450 | Théodose II 401 - †450 | Théodose II 401 - †450 | Théodose II 401 - †450 |                 |                 | Eudocie         | Eudocie         | Eudocie                           | Eudocie                           | Eudocie                           | Eudocie                           |                                   |                                   | Pulchérie           | Pulchérie           | Pulchérie                           | Pulchérie                           | Pulchérie                           | Pulchérie                           |                                      |                                      | Marcien 450 - †457                   | Marcien 450 - †457                   | Marcien 450 - †457                     | Marcien 450 - †457                     | Marcien 450 - †457                     | Marcien 450 - †457                     |                                        |                                        | Marie | Marie | Marie | Marie | Marie    | Marie    |          |          | Eucher   | Eucher   | Eucher | Eucher | Eucher   | Eucher   |          |          | Thermantia | Thermantia | Thermantia | Thermantia | Thermantia | Thermantia |
|                                      |                                      |                                      |                                      |                                      |                                      |          |          |                           |                           |                            |                            |                            |                            |                             |                            |                          |                          |                             |                             |                             |                             |                             |                             |                            |                            |                            |                            |                     |                     |                        |                        |                        |                        |                        |                        |                 |                 |                 |                 |                                   |                                   |                                   |                                   |                                   |                                   |                     |                     |                                     |                                     |                                     |                                     |                                      |                                      |                                      |                                      |                                        |                                        |                                        |                                        |                                        |                                        |       |       |       |       |          |          |          |          |          |          |        |        |          |          |          |          |            |            |            |            |            |            |
|                                      |                                      |                                      |                                      |                                      |                                      |          |          |                           |                           |                            |                            |                            |                            |                             |                            |                          |                          |                             |                             |                             |                             |                             |                             |                            |                            |                            |                            |                     |                     |                        |                        |                        |                        |                        |                        | Licinia Eudoxia | Licinia Eudoxia | Licinia Eudoxia | Licinia Eudoxia | Licinia Eudoxia                   | Licinia Eudoxia                   |                                   |                                   | Pétrone Maxime †455               | Pétrone Maxime †455               | Pétrone Maxime †455 | Pétrone Maxime †455 | Pétrone Maxime †455                 | Pétrone Maxime †455                 |                                     |                                     | Genséric roi des Vandales 428 - †477 | Genséric roi des Vandales 428 - †477 | Genséric roi des Vandales 428 - †477 | Genséric roi des Vandales 428 - †477 | Genséric roi des Vandales 428 - †477   | Genséric roi des Vandales 428 - †477   |                                        |                                        |                                        |                                        |       |       |       |       |          |          |          |          |          |          |        |        |          |          |          |          |            |            |            |            |            |            |
|                                      |                                      |                                      |                                      |                                      |                                      |          |          |                           |                           |                            |                            |                            |                            |                             |                            |                          |                          |                             |                             |                             |                             |                             |                             |                            |                            |                            |                            |                     |                     |                        |                        |                        |                        |                        |                        | Licinia Eudoxia | Licinia Eudoxia | Licinia Eudoxia | Licinia Eudoxia | Licinia Eudoxia                   | Licinia Eudoxia                   |                                   |                                   | Pétrone Maxime †455               | Pétrone Maxime †455               | Pétrone Maxime †455 | Pétrone Maxime †455 | Pétrone Maxime †455                 | Pétrone Maxime †455                 |                                     |                                     | Genséric roi des Vandales 428 - †477 | Genséric roi des Vandales 428 - †477 | Genséric roi des Vandales 428 - †477 | Genséric roi des Vandales 428 - †477 | Genséric roi des Vandales 428 - †477   | Genséric roi des Vandales 428 - †477   |                                        |                                        |                                        |                                        |       |       |       |       |          |          |          |          |          |          |        |        |          |          |          |          |            |            |            |            |            |            |
|                                      |                                      |                                      |                                      |                                      |                                      |          |          |                           |                           |                            |                            |                            |                            |                             |                            |                          |                          |                             |                             |                             |                             |                             |                             |                            |                            |                            |                            |                     |                     |                        |                        |                        |                        |                        |                        |                 |                 |                 |                 |                                   |                                   |                                   |                                   |                                   |                                   |                     |                     |                                     |                                     |                                     |                                     |                                      |                                      |                                      |                                      |                                        |                                        |                                        |                                        |                                        |                                        |       |       |       |       |          |          |          |          |          |          |        |        |          |          |          |          |            |            |            |            |            |            |
|                                      |                                      |                                      |                                      |                                      |                                      |          |          |                           |                           |                            |                            |                            |                            |                             |                            |                          |                          |                             |                             |                             |                             |                             |                             |                            |                            |                            |                            |                     |                     |                        |                        |                        |                        |                        |                        |                 |                 |                 |                 |                                   |                                   |                                   |                                   |                                   |                                   |                     |                     |                                     |                                     |                                     |                                     |                                      |                                      |                                      |                                      |                                        |                                        |                                        |                                        |                                        |                                        |       |       |       |       |          |          |          |          |          |          |        |        |          |          |          |          |            |            |            |            |            |            |
|                                      |                                      |                                      |                                      |                                      |                                      |          |          |                           |                           |                            |                            |                            |                            | Olybrius (empereur) †472    | Olybrius (empereur) †472   | Olybrius (empereur) †472 | Olybrius (empereur) †472 | Olybrius (empereur) †472    | Olybrius (empereur) †472    |                             |                             | Galla Placidia la Jeune     | Galla Placidia la Jeune     | Galla Placidia la Jeune    | Galla Placidia la Jeune    | Galla Placidia la Jeune    | Galla Placidia la Jeune    |                     |                     |                        |                        |                        |                        |                        |                        |                 |                 |                 |                 |                                   |                                   |                                   |                                   | Eudoxia                           | Eudoxia                           | Eudoxia             | Eudoxia             | Eudoxia                             | Eudoxia                             |                                     |                                     | Hunéric roi des Vandales 477 - †484  | Hunéric roi des Vandales 477 - †484  | Hunéric roi des Vandales 477 - †484  | Hunéric roi des Vandales 477 - †484  | Hunéric roi des Vandales 477 - †484    | Hunéric roi des Vandales 477 - †484    |                                        |                                        |                                        |                                        |       |       |       |       |          |          |          |          |          |          |        |        |          |          |          |          |            |            |            |            |            |            |
|                                      |                                      |                                      |                                      |                                      |                                      |          |          |                           |                           |                            |                            |                            |                            | Olybrius (empereur) †472    | Olybrius (empereur) †472   | Olybrius (empereur) †472 | Olybrius (empereur) †472 | Olybrius (empereur) †472    | Olybrius (empereur) †472    |                             |                             | Galla Placidia la Jeune     | Galla Placidia la Jeune     | Galla Placidia la Jeune    | Galla Placidia la Jeune    | Galla Placidia la Jeune    | Galla Placidia la Jeune    |                     |                     |                        |                        |                        |                        |                        |                        |                 |                 |                 |                 |                                   |                                   |                                   |                                   | Eudoxia                           | Eudoxia                           | Eudoxia             | Eudoxia             | Eudoxia                             | Eudoxia                             |                                     |                                     | Hunéric roi des Vandales 477 - †484  | Hunéric roi des Vandales 477 - †484  | Hunéric roi des Vandales 477 - †484  | Hunéric roi des Vandales 477 - †484  | Hunéric roi des Vandales 477 - †484    | Hunéric roi des Vandales 477 - †484    |                                        |                                        |                                        |                                        |       |       |       |       |          |          |          |          |          |          |        |        |          |          |          |          |            |            |            |            |            |            |
|                                      |                                      |                                      |                                      |                                      |                                      |          |          |                           |                           |                            |                            |                            |                            |                             |                            |                          |                          |                             |                             |                             |                             |                             |                             |                            |                            |                            |                            |                     |                     |                        |                        |                        |                        |                        |                        |                 |                 |                 |                 |                                   |                                   |                                   |                                   |                                   |                                   |                     |                     |                                     |                                     |                                     |                                     |                                      |                                      |                                      |                                      |                                        |                                        |                                        |                                        |                                        |                                        |       |       |       |       |          |          |          |          |          |          |        |        |          |          |          |          |            |            |            |            |            |            |
|                                      |                                      |                                      |                                      |                                      |                                      |          |          |                           |                           |                            |                            |                            |                            |                             |                            |                          |                          | Anicia Juliana ∞ Areobindus | Anicia Juliana ∞ Areobindus | Anicia Juliana ∞ Areobindus | Anicia Juliana ∞ Areobindus | Anicia Juliana ∞ Areobindus | Anicia Juliana ∞ Areobindus |                            |                            |                            |                            |                     |                     |                        |                        |                        |                        |                        |                        |                 |                 |                 |                 |                                   |                                   |                                   |                                   |                                   |                                   |                     |                     | Hildéric roi des Vandales 523 - 530 | Hildéric roi des Vandales 523 - 530 | Hildéric roi des Vandales 523 - 530 | Hildéric roi des Vandales 523 - 530 | Hildéric roi des Vandales 523 - 530  | Hildéric roi des Vandales 523 - 530  |                                      |                                      |                                        |                                        |                                        |                                        |                                        |                                        |       |       |       |       |          |          |          |          |          |          |        |        |          |          |          |          |            |            |            |            |            |            |
|                                      |                                      |                                      |                                      |                                      |                                      |          |          |                           |                           |                            |                            |                            |                            |                             |                            |                          |                          | Anicia Juliana ∞ Areobindus | Anicia Juliana ∞ Areobindus | Anicia Juliana ∞ Areobindus | Anicia Juliana ∞ Areobindus | Anicia Juliana ∞ Areobindus | Anicia Juliana ∞ Areobindus |                            |                            |                            |                            |                     |                     |                        |                        |                        |                        |                        |                        |                 |                 |                 |                 |                                   |                                   |                                   |                                   |                                   |                                   |                     |                     | Hildéric roi des Vandales 523 - 530 | Hildéric roi des Vandales 523 - 530 | Hildéric roi des Vandales 523 - 530 | Hildéric roi des Vandales 523 - 530 | Hildéric roi des Vandales 523 - 530  | Hildéric roi des Vandales 523 - 530  |                                      |                                      |                                        |                                        |                                        |                                        |                                        |                                        |       |       |       |       |          |          |          |          |          |          |        |        |          |          |          |          |            |            |            |            |            |            |
|                                      |                                      |                                      |                                      |                                      |                                      |          |          |                           |                           | Irène nièce d'Anastase Ier | Irène nièce d'Anastase Ier | Irène nièce d'Anastase Ier | Irène nièce d'Anastase Ier | Irène nièce d'Anastase Ier  | Irène nièce d'Anastase Ier |                          |                          | Anicius Olybrius            | Anicius Olybrius            | Anicius Olybrius            | Anicius Olybrius            | Anicius Olybrius            | Anicius Olybrius            |                            |                            |                            |                            |                     |                     |                        |                        |                        |                        |                        |                        |                 |                 |                 |                 |                                   |                                   |                                   |                                   |                                   |                                   |                     |                     |                                     |                                     |                                     |                                     |                                      |                                      |                                      |                                      |                                        |                                        |                                        |                                        |                                        |                                        |       |       |       |       |          |          |          |          |          |          |        |        |          |          |          |          |            |            |            |            |            |            |
|                                      |                                      |                                      |                                      |                                      |                                      |          |          |                           |                           | Irène nièce d'Anastase Ier | Irène nièce d'Anastase Ier | Irène nièce d'Anastase Ier | Irène nièce d'Anastase Ier | Irène nièce d'Anastase Ier  | Irène nièce d'Anastase Ier |                          |                          | Anicius Olybrius            | Anicius Olybrius            | Anicius Olybrius            | Anicius Olybrius            | Anicius Olybrius            | Anicius Olybrius            |                            |                            |                            |                            |                     |                     |                        |                        |                        |                        |                        |                        |                 |                 |                 |                 |                                   |                                   |                                   |                                   |                                   |                                   |                     |                     |                                     |                                     |                                     |                                     |                                      |                                      |                                      |                                      |                                        |                                        |                                        |                                        |                                        |                                        |       |       |       |       |          |          |          |          |          |          |        |        |          |          |          |          |            |            |            |            |            |            |
|                                      |                                      |                                      |                                      |                                      |                                      |          |          |                           |                           |                            |                            |                            |                            |                             |                            |                          |                          |                             |                             |                             |                             |                             |                             |                            |                            |                            |                            |                     |                     |                        |                        |                        |                        |                        |                        |                 |                 |                 |                 |                                   |                                   |                                   |                                   |                                   |                                   |                     |                     |                                     |                                     |                                     |                                     |                                      |                                      |                                      |                                      |                                        |                                        |                                        |                                        |                                        |                                        |       |       |       |       |          |          |          |          |          |          |        |        |          |          |          |          |            |            |            |            |            |            |
|                                      |                                      |                                      |                                      |                                      |                                      |          |          |                           |                           |                            |                            |                            |                            | Famille impériale byzantine |                            |                          |                          |                             |                             |                             |                             |                             |                             |                            |                            |                            |                            |                     |                     |                        |                        |                        |                        |                        |                        |                 |                 |                 |                 |                                   |                                   |                                   |                                   |                                   |                                   |                     |                     |                                     |                                     |                                     |                                     |                                      |                                      |                                      |                                      |                                        |                                        |                                        |                                        |                                        |                                        |       |       |       |       |          |          |          |          |          |          |        |        |          |          |          |          |            |            |            |            |            |            |

#### Ouvrages anciens
- M. Poinsignon, État politique et religieux de l'Empire à la mort de Théodose-le-Grand (395), dans les Travaux de l'Académie nationale de Reims, Reims, 1853, vol. 18, p. 28-57 .

#### Ouvrages modernes
- Pierre Maraval, Théodose le Grand, le pouvoir et la foi, éditions Fayard, 2009.
- Bertrand Lançon, Théodose, éditions Perrin, 2015, 393 p.